# Dypsis pembana
Dypsis pembana es una especie de planta en la familia Arecacea. Se encuentra sólo en el este de África.

## Descripción
Dypsis pembana es una curiosa  y "atípica" especie del género, sólo se conoce en la isla de Pemba, justo al lado del continente africano, del que toma su nombre. Pemba tiene varios enlaces más con Madagascar: como es el  murciélago Pteropus voeltzkowi, con los demás miembros de su género en Madagascar, las Islas Comores y hasta el sureste de Asia y el Pacífico, y la arácea Typhonodorum lindleyanum que se encuentra en Pemba, Zanzíbar / Unguja y Madagascar.

## Taxonomía
Dypsis pembana fue descrita por (H.E.Moore) Beentje & J.Dransf. y publicado en Palms of Madagascar 219, en el año 1995.
Sinonimia
- Chrysalidocarpus pembanus H.E.Moore[4]